# Jólakötturinn
Jólakötturinn (angolul Yule Cat, Yule-macska) az izlandi folklór óriásira nőtt macskája.
Az idő karácsonyhoz közeledve Jólakötturinn a havas vidéken kóborol, és bekapja azokat, akik nem kapnak karácsonyra új ruhát. A karácsonyi macska ugyanis gyerekekkel táplálkozik.
A karácsonyi macska hamar felbukkant az izlandi hiedelemvilágban. A gazdáknak igyekezniük kellett, ha azt akarták, hogy a gyapjú feldolgozása még karácsony előtt meglegyen. A munkások kaptak a kész ruhákból, de ha nem kapnak ruhát karácsony előtt (mert nem készültek el), akkor jön a Jólaköttur és megeszi őket.
A hiedelem első írásos említése a 19. századból való.
Az irodalmi köztudatba a horrormacska Jóhannes úr Kötlum izlandi költő verséből került be, aki szerint azonban a macska nem az embert, hanem a karácsonyra feltálalt lakomát falja fel.